# Hogna senilis
Hogna senilis là một loài nhện trong họ Lycosidae.
Loài này thuộc chi Hogna. Hogna senilis được Ludwig Carl Christian Koch miêu tả năm 1877.